# Seljatyn
Seljatyn (ukrainisch Селятин; russisch Селятин Seljatin, polnisch Seletyn, rumänisch und deutsch, bis 1918, Seletin) ist ein Dorf in den Ostkarpaten im Süden der ukrainischen Oblast Tscherniwzi mit etwa 1100 Einwohnern (2004).

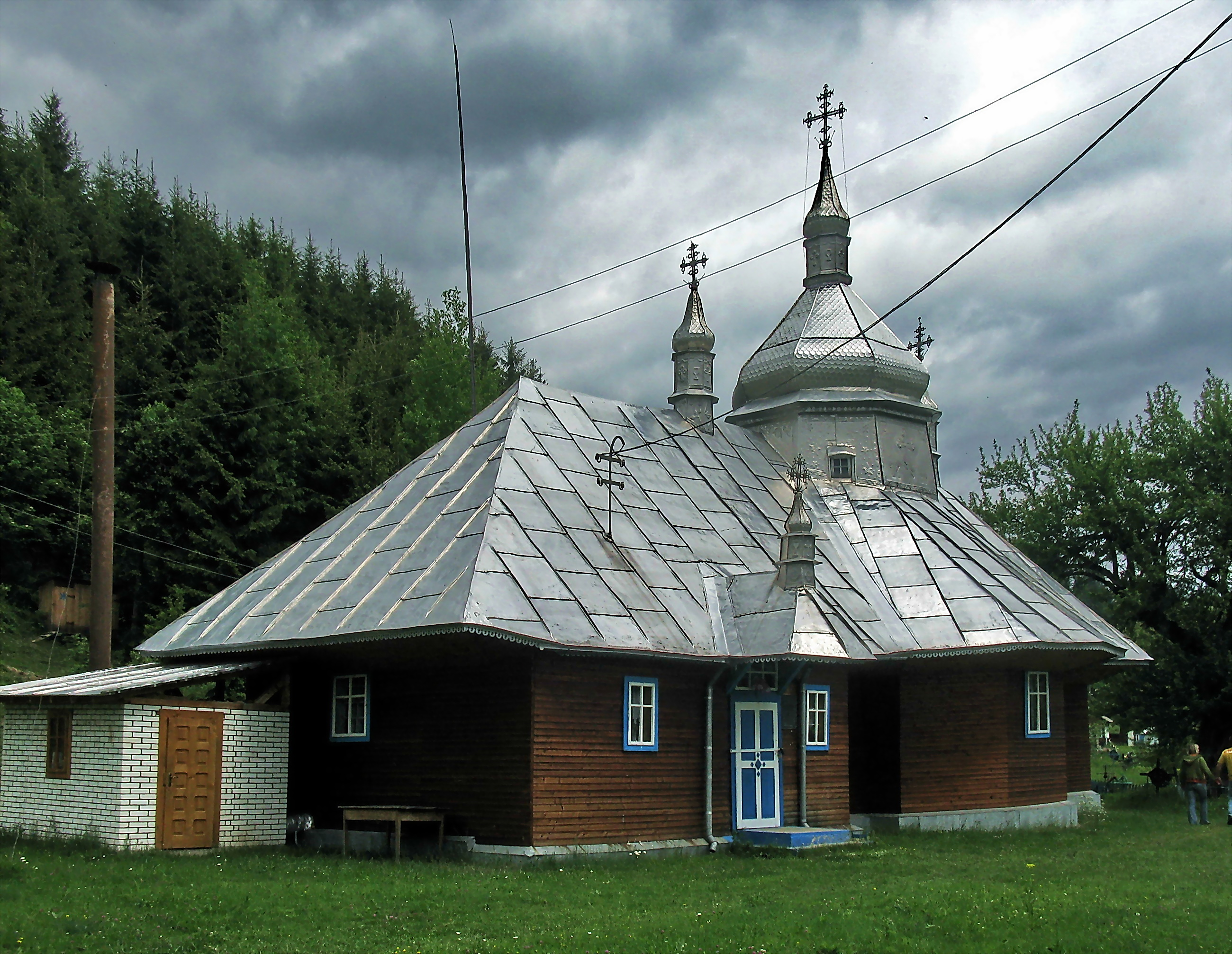
Kirche im Dorf

Seljatyn liegt auf einer Höhe von 824 m im Südosten der historischen Landschaft Bukowina an der ukrainisch-rumänischen Grenze. Seljatyn liegt im Rajon Wyschnyzja in Pokutien und befindet sich etwa 105 km südwestlich der Oblasthauptstadt Czernowitz und 21 km südlich vom ehemaligen Rajonzentrum Putyla. Das Dorf ist über die Territorialstraße Т–26–09 zu erreichen und hat eine Bahnstation an der Bahnstrecke Brodina–Izvoarele Sucevei.
Am 26. Januar 2017 wurde das Dorf zum Zentrum der neu gegründeten Landgemeinde Seljatyn (Селятинська сільська громада/Seljatynska silska hromada). Zu dieser zählen auch die 9 in der untenstehenden Tabelle aufgelistetenen Dörfer; bis dahin bildete es zusammen mit den Dörfern Halyziwka (Галицівка) und Ruska (Руська) die Landgemeinde Seljatyn (Селятинська сільська рада/Seljatynska silska rada) im Süden des Rajons Putyla.
Seit dem 17. Juli 2020 ist der Ort ein Teil des Rajons Wyschnyzja.
Folgende Orte sind neben dem Hauptort Seljatyn Teil der Gemeinde:
| Name                     | Name            | Name                             | Name              | Name                     |
| ukrainisch transkribiert | ukrainisch      | russisch                         | rumänisch         | deutsch                  |
| ------------------------ | --------------- | -------------------------------- | ----------------- | ------------------------ |
| Andrekiwske              | Андреківське    | Андрековское (Andrekowskoje)     | Andreechiuschi    | –                        |
| Halyziwka                | Галицівка       | Галицевка (Galizewka)            | Seletin-Ferăstrău | Haleszczuka              |
| Lustun                   | Лустун          | Лустун                           | Lăstun            | Lostun                   |
| Nyschnij Jalowez         | Нижній Яловець  | Нижний Яловец (Nischni Jalowez)  | Ialovăţul de Jos  | Jalowiczora              |
| Ploska                   | Плоска          | Плоская (Ploskaja)               | Plosca            | Ploska                   |
| Ruska                    | Руська          | Русская (Russkaja)               | Rusca             | Ruska                    |
| Sarata                   | Сарата          | Сарата                           | Sărata            | Sarata                   |
| Schepit                  | Шепіт           | Шепот (Schepot)                  | Şipotele Sucevei  | Schipot, Szipot Kamerale |
| Werchnij Jalowez         | Верхній Яловець | Верхний Яловец (Werchni Jalowez) | Ialovăţul de Sus  | Jalowiczora              |